# Marmor
Mármor je gosta metamorfna kamnina, bele do svetlo sive barve. Nastal je s prekristalizacijo apnenca - kalcitni marmor, ali dolomita - dolomitni marmor. Sestoji iz brezbarvnih drobnih ali večjih zrnc z ravnimi ploskvicami in se lesketa. V nekaterih marmorjih so primesi drugih mineralov, pogosto v plasteh, lečah ali razpršene med zrni. Izraz marmor označuje večkrat apnenec in druge usedlinske kamnine, ki jih je mogoče dobro zgladiti, na primer hotaveljski marmor. Posamezne vrste naravnega kamna se uporabljajo kot gradbeni material za obloge stavb in tal ter za umetniško oblikovanje. Svetovno znan je marmor iz Carrare v Italiji. V Sloveniji so številna manjša nahajališča marmorja na južnih pobočjih Pohorja, v dolini Slovenske Bistrice je opuščen rimski kamnolom.

## Seznam marmornih kamnin
- Carrarski marmor
- Dokimijski marmor-pavonazzetto
- Dokimijski beli marmor
- Lapis lacedaemonius
- Marmor claudianum (granit)
- Marmor cipollino
- Prokoneški marmor
- Tasoški marmor